# Schach Aktiv

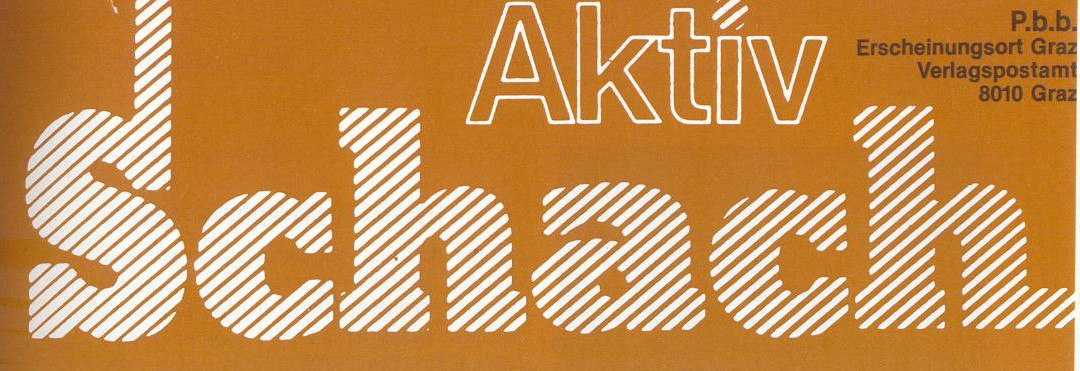
Titelkopf der Zeitschrift (1983)

Schach Aktiv ist eine österreichische Schachzeitschrift.
Schach Aktiv ist das offizielle Magazin des Österreichischen Schachbunds (ÖSB). Gegründet wurde es 1979 von Alfred Einöder und Lothar Karrer aus Wien. Die Redaktion hat sich zum Ziel gesetzt, eine möglichst lückenlose Chronik zum Schachgeschehen in Österreich zu erstellen.